# Angol
Angol é uma comuna do Chile, da Província de Cautín na IX Região da Araucanía.
A comuna limita-se: a oeste com o Cañete, Los Álamos e Curanilahue (na Região de Bío-Bío); a norte com Nacimiento (na Região de Bío-Bío); a leste com Renaico, Collipulli e Ercilla; a sul com Los Sauces e Purén.